# Ben & Jerry's
Ben & Jerry's  es  una empresa estadounidense de la división del conglomerado anglo-neerlandés Unilever que fabrica helados, yogures helados, sorbetes y productos de innovadores de helados, fabricados por Ben & Jerry's Homemade Holdings, Inc.,  con sede en South Burlington, Vermont, Estados Unidos, con la principal fábrica en Waterbury.

## Historia

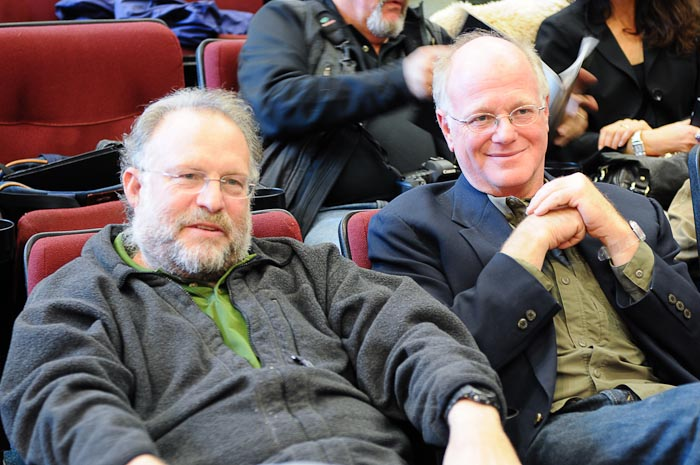
Jerry Greenfield y Ben Cohen en 2010

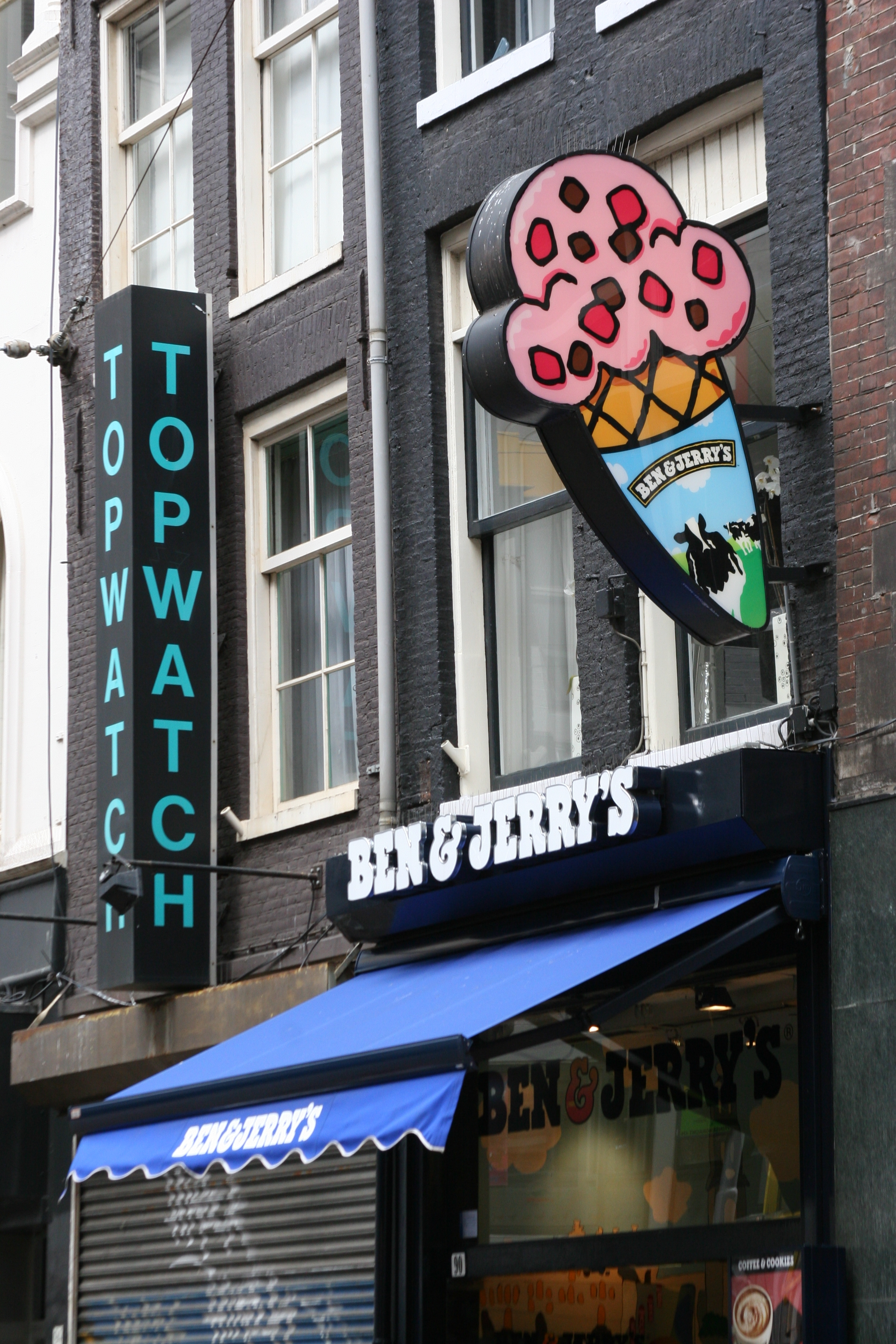
Ben & Jerry's en Ámsterdam

En 1977, los amigos de toda la vida, ex hippies, Ben Cohen y Jerry Greenfield completaron un curso por correspondencia sobre hacer helado desde la Universidad Estatal de Pensilvania. El 5 de mayo de 1978, con $ 12.000 de inversión de la pareja abrió una heladería en una gasolinera renovada en el centro de la ciudad de Burlington, Vermont. En 1979, marcaron el aniversario mediante la celebración de la primera jornada de first-ever free cone day (día de cono gratis), ahora una celebración anual a nivel nacional.
Los fundadores fueron capaces de combinar el helado con el activismo social mediante la creación de la misión estatal en tres partes que considera a los beneficios como una medida de éxito. Trisección por su grado de éxito en una misión de productos, una misión económica y una misión social, fueron capaces de diferenciarse de compañías de tamaño similar de alimentos, y generar la atención nacional en sus esfuerzos.
En 1980, Ben y Jerry alquilaron un espacio en un molino en el sur Champlain Street en Burlington y comenzaron a comercializar sus helados en botes de 1 pinta. En 1981, la primera franquicia de Ben & Jerry's abrió en la Ruta 7 en Shelburne, Vermont. En 1983, su helado se usó para construir «el helado más grande del mundo» en St. Albans, Vermont, el helado pesa 27.102 libras. En 1984, Häagen-Dazs trató de limitar su distribución en Boston, lo que los llevó a presentar una demanda contra la empresa matriz, Pillsbury, en su campaña ya famoso «¿Cuál es el miedo de Doughboy?». En 1987, Häagen-Dazs de nuevo trató de aplicar la distribución exclusiva, y Ben & Jerry's presentó su segunda demanda contra la empresa Pillsbury. En 1985, la Fundación Ben & Jerry's fue creado a finales de ese año para financiar proyectos orientados a la comunidad, y por aquel entonces se donó el 7,5% de la facturación anual de la compañía. En 1986, lanzaron su Cowmobile, una roulotte modificada utilizados para la distribución gratuita de conos de Ben & Jerry's. El Cowmobile se perdión en un incendio cuatro meses más tarde, pero no hubo heridos.
En 1988, la pareja ganó el premio título al Pequeños Empresarios del Año de EE. UU. concedido por el presidente Ronald Reagan. También este año, se introdujeron los brownies inicialmente fabricados en la famosa Greyston Bakery, que posteriormente condujo al desarrollo de la popular sabor Chocolate Fudge Brownie. En 1992, Ben & Jerry's se unieron en una campaña conjunta de cooperación con la organización nacional sin fines de lucro Children's Defense el Fondo, el objetivo de la campaña era lograr las necesidades básicas de los niños a la parte superior de la agenda nacional. Más de 70.000 tarjetas postales fueron enviadas al Congreso sobre los niños y otras cuestiones nacionales.
En el 2000 anunciaron su adquisición multinacional por alimentos de Unilever. Unilever dijo que espera continuar con la tradición de participar «en estas críticas, económicas globales y misiones sociales».

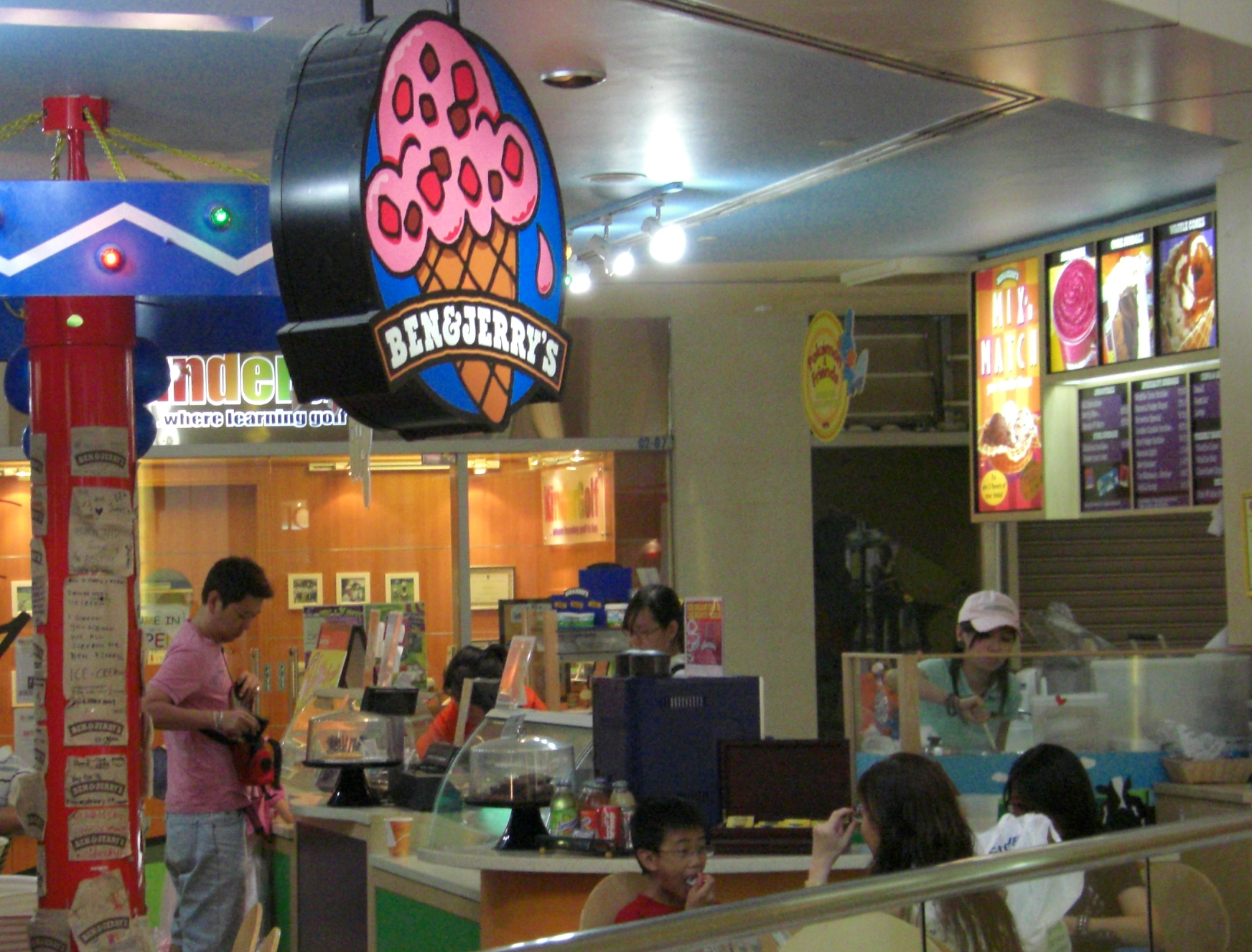
Heladería Ben & Jerry's en el United Square Shopping Mall, Singapur

En 2001, el Ben & Jerry's estadounidense completó la transición a la «Eco-Pint» envasado, empaquetado, que pinta en todos los sabores de los crudos cartón Eco-contenedores Unilever. El uso de cartón marrón de papel kraft blanqueada fue un primer paso crítico hacia una pinta totalmente biodegradable hecho sin cloro añadido. Sin embargo, debido a lo que describieron como aumento de la oferta, calidad, costos y desafíos, Ben and Jerry's suspendió el uso de la Eco-Pinta en 2006, la transición a un contenedor de cerveza hecha de un cartón blanqueados dijo que era más fácil conseguir con características superiores de formación.
En el Día de la Tierra de 2005, una votación en el Senado de EE. UU. propuso la apertura del Refugio Nacional de Vida Silvestre del Ártico a la explotación petrolera, Ben and Jerry's lanzó una protesta por la creación de la más grande jamás Baked Alaska, que pesaba 1,140 libras, y lo puso al frente del Edificio del Capitolio de EE. UU.
Aunque los fundadores aún están comprometidos con la compañía, no tienen ninguna pensión o la posición de la gestión y no están involucrados en el día a día la gestión de la empresa.

## Colaboración
Ben & Jerry's ha colaborado con un gran número de organizaciones, entre ellas muchas Organización no gubernamental. Recientemente, la compañía ha trabajado con el Fondo Mundial para la Naturaleza y explorador Marc Cornelissen para abrir el Colegio del Cambio Climático. Sus objetivos son reunir a gente joven normal que creen que son la ciencia, la política y las estrategias de campaña detrás del cambio climático, para que luego puedan producir con éxito una campaña por su cuenta. Los estudiantes se convierten en embajadores para prevenir el calentamiento global y hacer su propia investigación en el Ártico.

## Iniciativa en cuidados lácteos

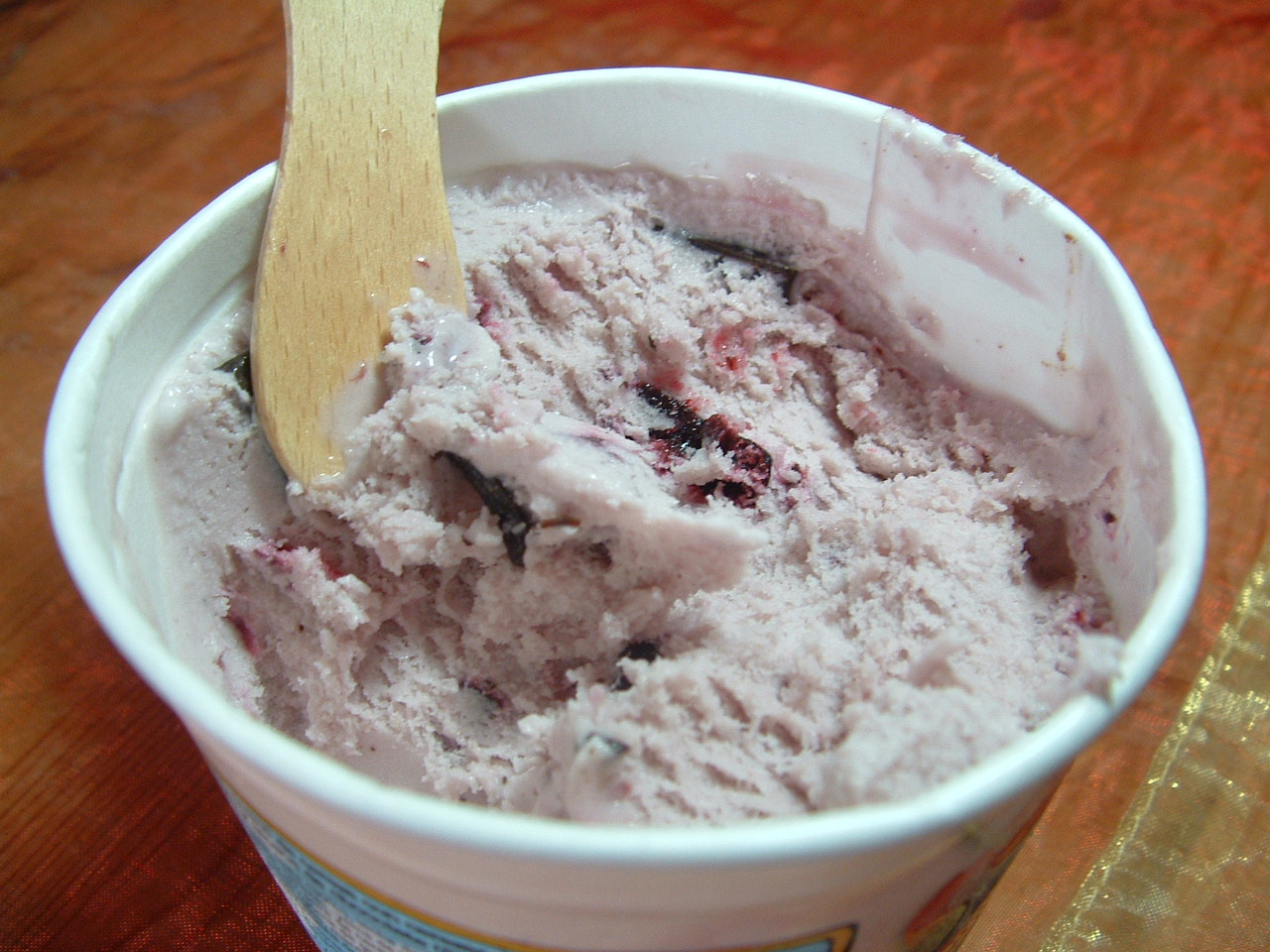
Los helados de Ben & Jerry's vienen en varios sabores. Este es el «Cherry García» con cerezas

Desde 2003, Ben & Jerry's ha estado trabajando en una iniciativa sostenible en cuidado lácteos, lo que ayuda a nivelar las necesidades de los agricultores y sus vacas, así como las necesidades del planeta. La empresa tiene, hasta ahora, el uso reducido de energía en sus 11 granjas en un 2%, y se convierte todos sus granjas a la energía verde. Además, en los EE. UU. en 2002 se ha comprometido a reducir las emisiones de dióxido de carbono en un 10% en 2007, invirtiendo en una variedad de medidas de eficiencia, este objetivo se logró con facilidad - los EE. UU. producen en la actualidad las emisiones de dióxido de carbono un 32% menos (por cada litro de helado) de hoy (en 2008) que en 2002. Esta iniciativa se puso en proveedor exclusivo de la leche para Ben y Jerry's Europea la producción de helado, queso Beemster, en 2007.
Además de ayudar a los agricultores y sus vacas, en 2001, Ben & Jerry's comenzó un abastecimiento de vainilla, cacao y café, por sus helados suaves, de forma cooperativa a ejecutar las asociaciones de agricultores. Estas estructuras de la comunidad ayudan a promover la calidad de sus cualidades de vida, mejorar las prestaciones del trabajador , y mantener un compromiso de sus tierras y comunidades. En 2006, en primer lugar del mundo alguna vez de helado de vainilla con ingredientes de Comercio Justo fue lanzado por Ben & Jerry's. 2007 vio el lanzamiento de caramelo de vainilla Crunch, utilizando el 100% de cacao de comercio justo certificado, el azúcar y la vainilla, y en 2008, se garantizó Chunky Monkey a ser objeto de comercio, de conformidad con las normas internacionales del comercio justo también.

## Día del Cono Gratis

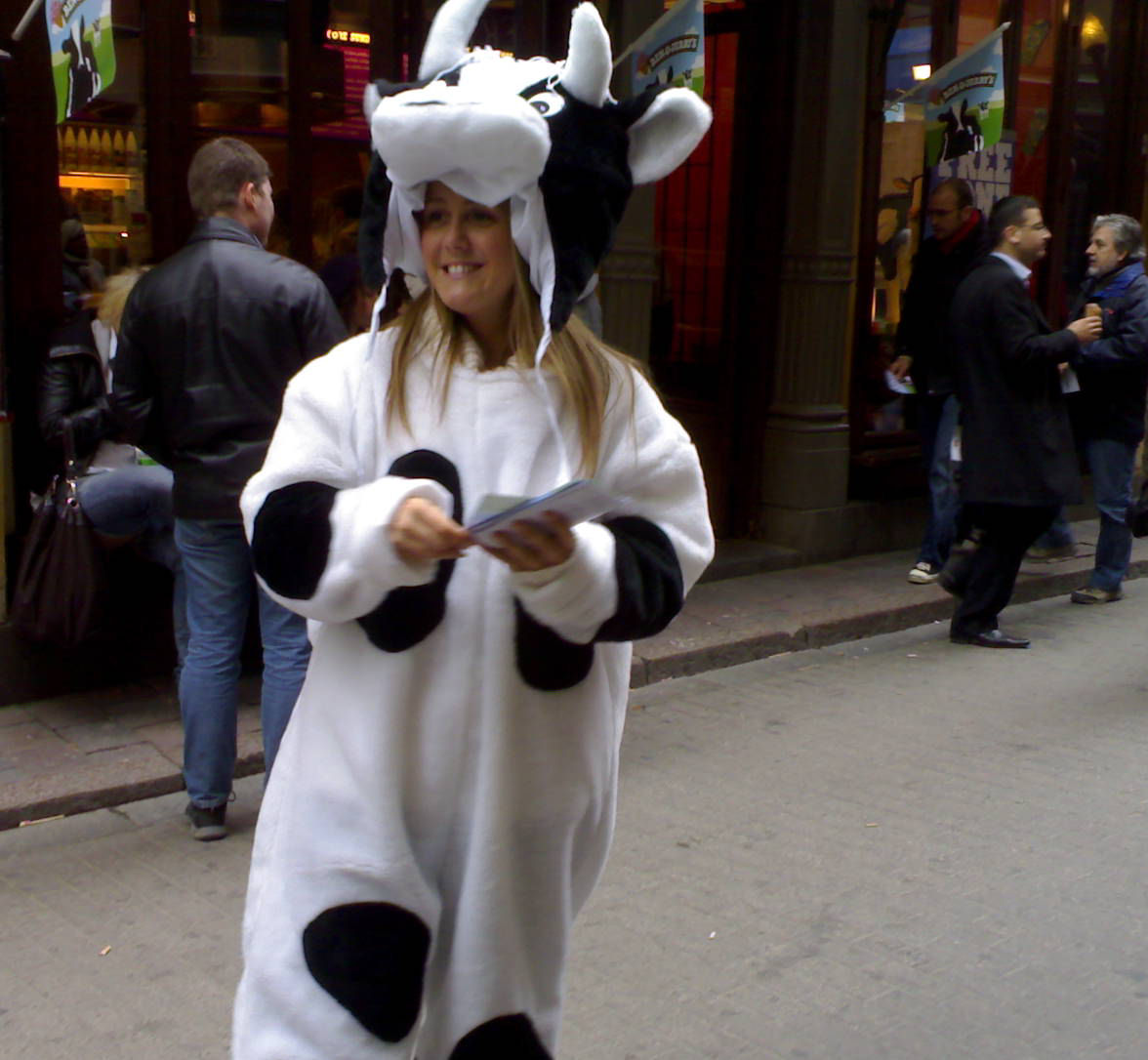
Chica en un disfraz de vaca, promocionando el Día del Cono Gratis afuera de una sucursal de Ben & Jerry's en Estocolmo, Suecia

El Día del Cono Gratis es un evento anual que se celebra a finales de abril o principios de mayo, en el que las tiendas Ben & Jerry's dan conos de helado gratis. El 30º Día del Cono Gratis tuvo lugar el martes, 29 de abril de 2008, y el evento más reciente tuvo lugar el martes, 21 de abril de 2009 que se celebra 31 aniversario de la compañía.
Más de un millón de conos se regalan cada año, lo que provocó un lema publicitario de la compañía «ser uno en un millón». Las organizaciones de beneficencia con frecuencia están presentes en las tiendas cada año y disfrutar de una cantidad significativa de recaudación exitosa de fondos . A veces, el evento está programado para coincidir con el Día de la Tierra y, a veces los voluntarios son, por un lado con sujetapapeles y formularios de inscripción de votantes para ayudar a aquellos que deseen registrarse para votar.
El primer Tratado del Día del Cono Gratis se celebró el 5 de mayo de 1979. Fue hecho por Ben y Jerry como un evento de reconocimiento de clientes y de personal para el primer aniversario de la apertura de su tienda de helados.

## Significado cultural y éxito
Ben & Jerry's fue la primera marca de helados en abordar hacia el espacio en un transbordador espacial. La mayoría de los cruceros de la Royal Caribbean International tiene una tienda de Ben y Jerry's a bordo.
Ben & Jerry's apareció en The Colbert Report 5 de marzo de 2007 para conectar su nuevo sabor de helado «Sueño de Stephen Colbert AmeriCone» y su «proyecto de educación popular y promoción» TrueMajority.
Las imágenes de las vacas en los envases de helado de Ben & Jerry's fueron pintados por Woody Jackson.
El nombre del sabor, Yes Pecan, es en referencia de que Barack Obama ganara su presidencia.

## En cultura popular
Ben & Jerry son los nombres de Ben y Jerry Horne, Horne, dos hermanos malvados en David Lynch y Mark Frost, Twin Peaks. En varios episodios, hacen bromas sobre el helado.
Fueron parodiados en un capítulo de Los Simpsons.

## Controversias

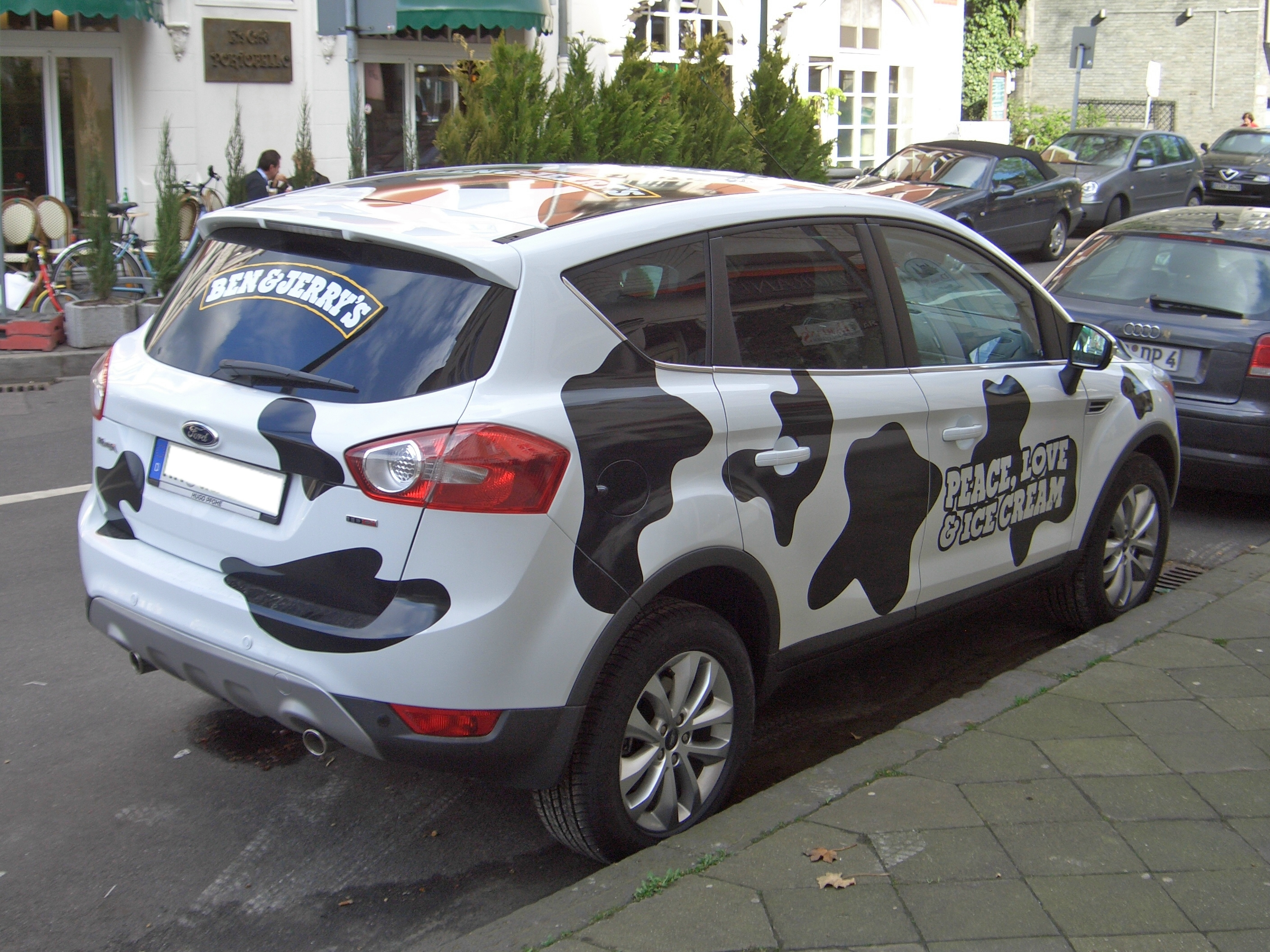
Promoción de Ben & Jerry's, vista en Düsseldorf, Alemania

Para el mes de septiembre en 2009, Ben & Jerry's cambió temporalmente el nombre de uno de los éxitos de ventas de helados, «Chubby Hubby» a «Hubby Hubby» en la celebración de la legalización del matrimonio homosexual en su estado natal de Vermont. El nuevo pote «Hubby Hubby» presenta una foto de dos hombres al casarse, así como una imagen de un arco iris.
Después de los rumores que sugirieron que apoyaron la defensa de Mumia Abu-Jamal, que fue condenado en 1982 por asesinar al policía de Filadelfia, Daniel Faulkner – la compañía confirmó que Ben Cohen si firmó una petición, como ciudadano privado, pidiendo que «el sistema de justicia de Estados Unidos debe seguir plenamente en el caso».
El 25 de septiembre de 2008 Tracy Reiman de People for the Ethical Treatment of Animals envió una carta a Ben Cohen y Jerry Greenfield sugiere que para prevenir la crueldad a las vacas lecheras que Ben & Jerry's debe utilizar la leche materna en sus productos helados. La portavoz de Ben & Jerry's, Liz Brenna, dice que mientras la empresa aplaude acercamiento de la novela de PETA para llamar la atención a esta cuestión, la compañía cree que la leche materna humana se utiliza mejor para su hijo.
La empresa planteó una controversia en 2006, había nombrado un sabor, «black and tan», después de una bebida alcohólica, que se hace mezclando una cerveza negra Stout con una cerveza de color claro Pale ale, pero en este caso el helado combina auténtica crema de cerveza (el tipo no alcohólico), arremolinado con helado de chocolate, pero resulta que los Black and Tans (irlandés: dúchrónaigh, español: Negros y Caqui) también se conocen como fuerzas paramilitares de la policía de los veteranos británicos de la Primera Guerra Mundial reclutados durante la revolución irlandesa. En el momento en que se lanzó el sabor, el movimiento nacionalista irlandés todavía estaba ofendido por la asociación histórica del título.
En 2015, activistas de la asociación 'Migrant Justice' se manifestaron frente a las tiendas Ben & Jerry’s en 16 ciudades. Durante el Día Internacional de los Trabajadores, los oradores de una reunión frente a la sede de Ben & Jerry’s en Vermont describieron las condiciones de trabajo en la cadena de suministro de la empresa, otros hablaron de privación del sueño, Debido al ordeño de medianoche, los turnos de 12 a 14 horas, sin días libres, que son comunes, así como las condiciones de alojamiento de los trabajadores en graneros y remolques sin calefacción durante los largos inviernos glaciales de Vermont. El 17 de junio de 2017, activistas caminaron 13 millas desde la Casa Estatal de Vermont hasta la sede de Ben & Jerry’s. Diez días después, congregaciones presbiterianas de todo Estados Unidos enviaron una carta conjunta instando a la empresa a firmar el acuerdo Milk with Dignity. El 3 de octubre, Ben & Jerry’s finalmente firmó el acuerdo que otorga a los trabajadores lácteos de su cadena de suministro un día completo de vacaciones cada semana, el salario mínimo de Vermont ($10 la hora), al menos ocho horas entre los turnos y una garantía de que la vivienda incluirá una cama real (sin montón de paja), electricidad y agua corriente limpia.
En marzo de 2023, una investigación del New York Times sacó a la luz la utilización de niños de corta edad, principalmente latinoamericanos, en grandes fábricas que trabajan para varias grandes empresas estadounidenses, entre ellas Ben & Jerry's. El artículo describe condiciones de trabajo muy difíciles y menores que se encuentran atrapados en un sistema de explotación que viola totalmente la legislación estadounidense sobre trabajo infantil.
En mayo de 2025, el cofundador y activista Ben Cohen fue detenido  por protestar contra la guerra en Gaza al grito de "El Congreso paga las bombas que matan a niños en Gaza" durante una audiencia en el Congreso estadounidense del secretario de Salud, Robert F. Kennedy Jr.. Con anterioridad la empresa había decidido dejar de vender sus helados en los asentamientos israelíes de Cisjordania.

## Localizaciones mundiales

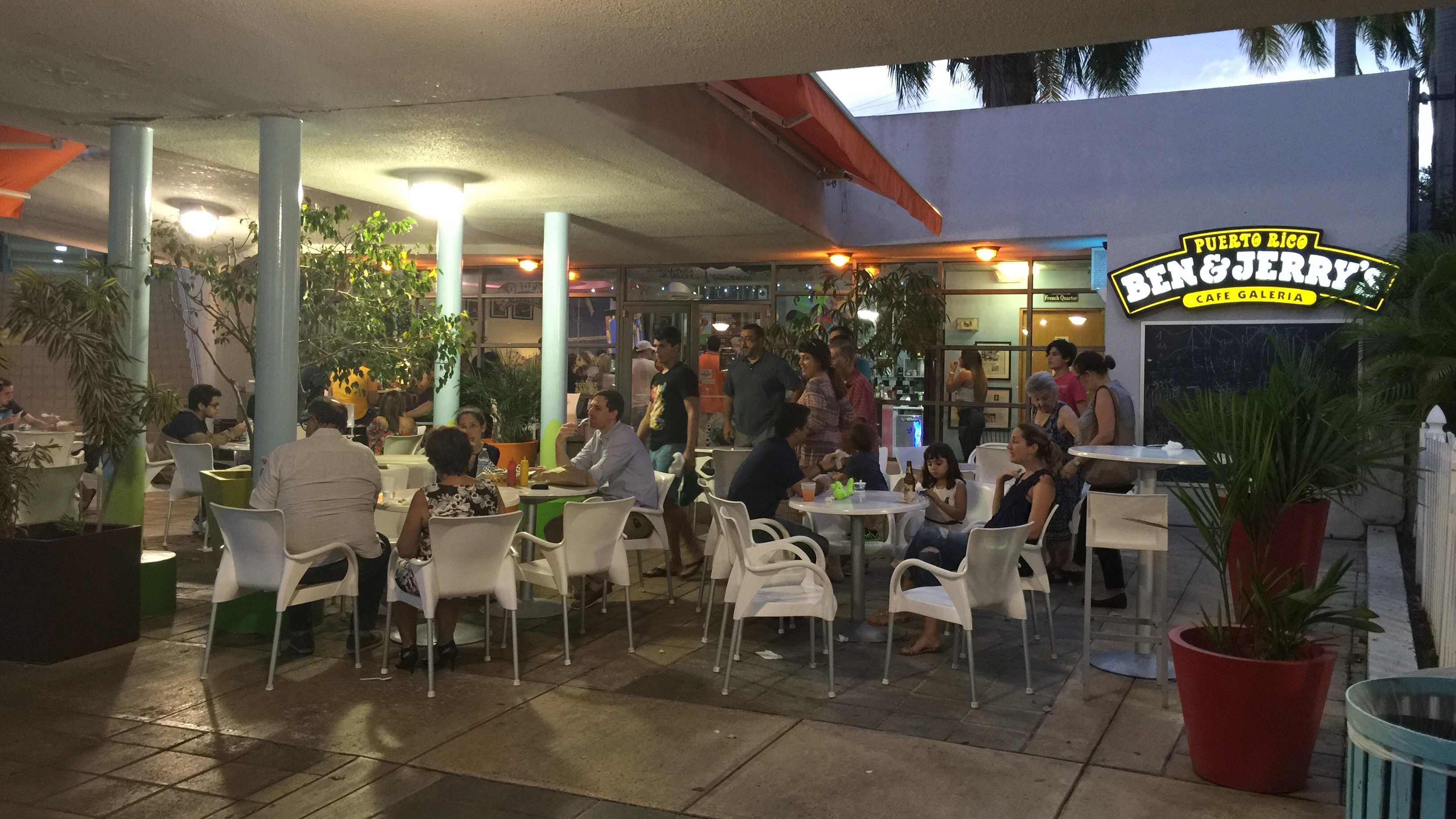
Ben & Jerry's en la estación de Torrimar de San Juan, Puerto Rico

- Alemania
- Aruba
- Austria
- Australia
- Bélgica
- Canadá
- Corea del Sur
- China
- Chipre
- Dinamarca
- España
- Estados Unidos
- Estonia
- Finlandia
- Francia
- Grecia
- Hong Kong
- Islandia
- India
- Irlanda
- Italia
- Japón
- Líbano
- Malta
- México
- Noruega
- Países Bajos
- Portugal
- Puerto Rico
- Reino Unido
- República Checa
- Singapur
- Suecia
- Suiza
- Tailandia
- Turquía

## Salarios
Ben & Jerry's utiliza una política en la que el salario de ningún empleado será siete veces menor que la de los empleados de mayor nivel. A partir de 1995, los empleados de nivel se pagaron a 12 $ por hora, y el empleado mejor pagado fue Chuck Lacy, que ganó 150.000 dólares al año. Cuando Ben Cohen renunció al cargo de consejero delegado, Ben & Jerry's anunció la búsqueda de uno nuevo en 1995.